# 西游漫记
《西游漫记》，是张光宇于1945年完成的故事新编类彩色连环画。共分成10回，每回6幅附有文字說明的畫。內容類似章回體小說，以神話諷刺當時社會。作品曾於重慶、成都、香港、蘇州等地展出。1957年12月，由人民美术出版社印成畫冊出版；1995年被上海美术电影制片厂改编为同名动画电影；2002年再次被上海美术电影制片厂改编为18集动画剧《新西游漫记》。